# Drøm
Drømme er en række af psykiske billeder og fænomener, der viser sig under søvnen. De registreres på hurtige øjenbevægelser (REM-søvnfase).
Det er blevet hævdet, at alle mennesker drømmer hver nat, men at op til 90 % af ens drøm bliver glemt når man er ved at vågne. Det kan forklare, hvorfor nogle mennesker mener at de sover uden at drømme.
Man skal ikke nødvendigvis være i REM-søvn for at drømme, da drømme opstår under alle former for søvn. Det er derfor ikke unormalt at have kortvarige drømme, kort efter man har lagt sig til at sove.
Hos spædbørn udgør drømmesøvnen ca. 50 procent; den aftager med årene. Hos voksne er ca. 20 og 30 procent af søvnen drømmesøvn.
Mennesket har normalt 4-6 drømme i løbet af en nat, med omkring 90 minutter mellem hver drømmefase. Under indsovningen varer drømme 5-10 minutter. Nattens sidste drøm kan vare op til 40 minutter.
Uhyggelige, ubehagelige eller på anden måde angstprovokerende drømme kaldes mareridt. Lucide drømme er drømme, der erkendes som drømme.

## Historiske opfattelser
Gennem historien har der været flere opfattelser af drømme, og hvordan de kan tydes. I oldtiden ansås drømme for at kunne være varsler om det kommende. Den ældste bevarede omtale af en drøm og dens tolkning findes i Gilgamesh-eposset, hvor helten drømmer om sin modstander Enkidu. I sin første drøm ser Gilgamesh en meteor lande i en mark udenfor Uruk. Gilgamesh trækkes mod stenen, som om den var en kvinde. Efter med stor anstrengelse at have løftet den, slæber han den hjem til sin mor, gudinden Ninsun. I sin anden drøm finder Gilgamesh en økse liggende i gaden. En folkemængde stimler sammen om den, overvældet af beundring. Gilgamesh begejstres selv af øksen, og bærer den til sin mor og lægger den for hendes fødder. Ninsun fortæller sin søn, at både stenen og øksen skal tydes som den mand, han snart vil møde - og som vil vise sig som hans bedste ven.
I den græske mytologi forbinder Ovid drømme med Morpheus, der dog er en blandt flere ånder og ikke en gud. Ifølge Friedrich Nietzsche er drømmenes oprindelige gud Apollon.
I Bibelen er der flere steder, hvor drømme tillægges vægt. I 1. Mosebog 28,12-13 så Jakob en stige rejst op til himmelen, og hørte Herrens røst: "Jeg er Herren, din fader Abrahams Gud og Isaks Gud. Den jord, du ligger på, vil jeg give dig og dine efterkommere."
Josef tydede faraos drømme. For mange af de egyptiske guder var der bygget egne "drømmetempler", hvor folk kunne søge hjælp fra guden gennem drømme. Tolkien bistod ved udgravningen af et romersk tempel i Gloucestershire, der sandsynligvis har fungeret på den vis, viet til guden Nodens.
Artemidoros fra Daldis var antikkens kendteste drømmetyder. Omkring år 100 rejste han rundt, samlede og tydede drømme. I græsk litteratur optræder typisk en budbringer i drømmen, en mand eller kvinde, som guden sender for at formidle gudens budskab.
I Gunløg Ormstunges saga tyder Bergfin en drøm, Thorstein har haft. Thorstein lytter og siger: "Ilde og uvenligt er Drømmen tydet, men jeg tror ikke, du er Mand for at tyde Drømme." Thorstein bar siden nag til Berfin.
I Halvdan Svartes saga lader Snorre Sturlason dronning Ragnhild drømme om Norges samling, "at hun så sig stå i sin have og fjerne en torn fra sin kjole. Mens hun holdt tornen, voksede den, så den blev en stor stikling, hvis ene ende stak i jorden og straks blev rodfast, hvorpå den anden ende af træet hurtigt løb i vejret. Nu forekom træet hende så stort, at hun ikke havde overblik over det; det havde en umådelig omkreds. Den nederste del var rød som blod, men længere oppe var det smukt grønt, og trækronen var hvid som sne. Træets grene var meget store; nogle sad højt oppe, andre længere nede. Træets forgrening var så vældig, at den syntes hende brede sig over hele Norge og endnu videre." Hun blev mor til Harald Hårfager, der angiveligt samlede Norge.
I moderne tid søgte Freud og Jung at forklare drømmes betydning som henholdsvis behovstilfredsstillelse og arketypiske symboler.
En neuropsykologisk teori hævder, at hjernen i drømme ordner og sorterer den forudgående dags indtryk og oplevelser.

## Beslægtede fænomener
Der findes flere fænomener, der er beslægtede med drømme og har været genstand for interesse inden for filosofi og videnskab:

### Lucide drømme
Dette er en tilstand, hvor en person er bevidst om, at de drømmer, og nogle gange kan de endda styre handlingen i drømmen. Dette fænomen har tiltrukket interesse inden for forskning og spiritualitet.

### Déjà vu
Déjà vu er en drømmeagtig oplevelse af, at man har oplevet det foreliggende øjeblik før. Oplevelsen kan ledsage anfald med temporallapsepilepsi. Der foreligger ingen statistik over fænomenet, der anslås at forekomme hos mellem 60 og 80 % af befolkningen. Selv om deja-vu er ret almindeligt, især blandt unge voksne, har eksperter ikke fundet nogen sikker årsag.

### Dagdrøm
Dagdrømme adskiller sig fra natlige drømme ved at foregå i vågen tilstand. Dagdrømme kan betragtes som en slags fantasi, hvor man afkobler sig fra virkeligheden
Den østrigske læge Sigmund Freud mente, at dagdrømme var udtryk for en undertrykkelse af instinkterne. Ifølge Erich Klinger bruges dagdrømmeri snarere til at udholde kedsomhed og rutine. Anden nyere forskning siger, at dagdrømmeri er godt og fremmer kreativitet.

### Fantasi og håb
Fantasi og håb er også blevet sammenlignet med nattens drømme. For eksempel skrev Diogenes Laertius, at Aristoteles havde kaldt håbet for en slags drøm. Den danske forfatter Jens Baggesen benytter adskillige steder drømmen som et synonym for begejstring eller fantasi. Fantasien ligner drømmen ved at være udtryk for menneskets forestillingsevne.

### Psykose og delirium
Den franske filosof Michel Foucault skriver, at galskab og sindssygdom er blevet opfattet en som slags drøm. Sådan er delirium og psykose blevet sammenlignet med drømme igennem historien.

### Hallucination
Hallucinationer er falske sensoriske oplevelser uden ydre stimuli. De kan omfatte syns-, høre-, lugte- eller taktile indtryk og opstår i forbindelse med neurologiske tilstande, psykiske lidelser eller stofmisbrug. Hallucinationer er subjektive og opfattes som virkelige af personen, der oplever dem.

### Paranormale oplevelser
Visse paranormale oplevelser involverer opfattelser eller kontakt med aspekter af virkeligheden, der går ud over det, der normalt opfattes gennem sanserne. Dette kan inkludere klarsyn, telepati eller oplevelser med ånder eller ikke-fysiske væsener.

## I Danmark
Drømme har haft en væsentlig betydning i dansk kultur og psykologi, og de er blevet betragtet på forskellige måder gennem tiden.
I 1900-tallet blev drømme en kilde til inspiration for nogle danske forfattere, især inden for surrealismen. Forfattere og kunstnere som Jørgen Nash og andre medlemmer af CoBrA-bevægelsen brugte drømme og det underbevidste som kreativt materiale.
Inden for psykologien, især med indflydelse fra Sigmund Freud og Carl Jung, har drømme været et centralt emne. Freud argumenterede for, at drømme kunne afsløre ubevidste konflikter og ønsker, mens Jung fokuserede på drømmes symbolske karakter og deres forbindelse til det ubevidste.
Blandt de danske psykologer og psykoterapeuter, der har skrevet hele bøger om drømme, er Jørgen Groth og Ole Vedfeldt. Ole Vedfeldt er en dansk psykoterapeut, der blev uddannet jungiansk analytiker og var med til at grundlægge Jung Instituttet i København. Ole Vedfeldt udgav i 1989 bogen “Drømmenes dimensioner - drømmenes væsen, funktion fortolkning”. Den bog er et omfattende og dybdeborende studie i psykoanalytisk, jungiansk, kognitionspsykologisk, eksistentiel, oplevelsesorienteret og meditativ drømmeforståelse. Vedfeldt bruger i høj grad en særlig kybernetisk model af drøm og personlighed som paraplyteori for drømmeforskning og praktisk drømmearbejde.
Psykologen Jørgen Groth beskriver i bogen Drømmearbejde en metode til drømmearbejdet, som bygger på tre ellers drømmeforståelser. Bogen kobler således den psykoanalytiske‚ den jungianske og den gestaltterapeutiske tilgang til drømme. Bogen viser blandt andet hvordan, det er vigtigt at arbejde med overføring og modoverføring i drømmearbejdet.